# Saremo giovani e bellissimi
Saremo giovani e bellissimi è un film del 2018 diretto da Letizia Lamartire.

## Trama
Una cantante di musica pop ripropone successi vecchi di vent'anni nella sua città di provincia, Ferrara, accompagnata alla chitarra dal figlio, con la quale ha un rapporto morbosamente edipico. L'equilibrio tra i due viene messo a dura prova quando il ragazzo ha occasione di fare carriera.

## Distribuzione
Il film è stato distribuito nelle sale cinematografiche italiane dal 20 settembre 2018.